# Saint-Hippolyte, Haut-Rhin

Saint-Hippolyte este o comună în departamentul Haut-Rhin din estul Franței. În 2009 avea o populație de 1.050 de locuitori.

## Evoluția populației
| An        | 1975  | 1982  | 1990  | 1999  | 2006  | 2009  |
| --------- | ----- | ----- | ----- | ----- | ----- | ----- |
| Populație | 1.191 | 1.154 | 1.078 | 1.060 | 1.050 | 1.050 |